# Castillo de los Luna (Almonacid de la Sierra)
El castillo de los Luna, castillo de Al-Monastir o castillo de Almonacid de la Sierra era una fortaleza musulmana, original del siglo XI, ubicada el municipio zaragozano de Almonacid de la Sierra, en lo alto de un cerro, sobre la población.

## Historia
El Castillo y la villa de Almonacid de la Sierra fueron fundados por el musulmán al-Munascid, siendo citados por el cronista al-Udri.
Por ello, la época de dominación musulmana fue importante para la localidad; el topónimo, el trazado de sus calles y la tradición alfarera así lo atestiguan.
De su pasado morisco dan cuenta una serie de manuscritos árabes y aljamiados encontrados en la localidad, que se custodian en la biblioteca Tomás Navarro Tomás, del Centro de Ciencias Humanas y Sociales del CSIC.
El hallazgo tuvo lugar al reparar una casa antigua en el verano de 1884, constituyendo uno de los más importantes hallazgos de este tipo realizados en la península ibérica.
Como reducto árabe, Almonacid resistió los envites cristianos hasta el reinado de Alfonso I el Batallador.
Tras su reconquista, la población pasó a manos de la condesa doña Sancha y más tarde a las de Pedro de Sessé, señor de Medina.
A finales del siglo XIII, Almonacid fue concedida a Pedro Martínez de Luna, fundador de los Luna de Almonacid y de los que derivarían los de Illueca.
Pero los Luna perdieron la población cuando Antón de Luna, ferviente partidario del pretendiente a la corona Jaime II de Urgel, asesinó en 1412 al obispo de Zaragoza, García Fernández de Heredia, quien apoyaba a Fernando de Antequera, a la postre rey después del Compromiso de Caspe.
El nuevo monarca de Aragón confiscó a Antón de Luna todos sus bienes, entre ellos la villa de Almonacid, pasando ésta a ser propiedad de Pedro Ximenez de Urrea en 1414, quien sería primer Conde de Aranda. Esta casa regiría los destinos de la localidad hasta la supresión de los señoríos en 1812.

## Descripción
Los restos que contemplamos en la actualidad corresponden a un castillo del siglo XIV construido sobre el castillo musulmán preexistente. El castillo presenta planta rectangular de unos 40 por 25 metros construido en mampostería gruesa con mortero de cal. Presenta seis torreones repartidos, uno en cada esquina y uno más adicional en el cetro de cada uno de los lados largos del rectángulo, estando desplazado del centro, el que protege la puerta de entrada. Las aristas de los torreones están reforzadas en las aristas por ladrillo. Está bastante modificado y tan solo se conservan los muros, ya que ha estado utilizado se utiliza parcialmente como vivienda y almacenes.

## Catalogación
El Castillo de los Luna está incluido dentro de la relación de castillos considerados Bienes de Interés Cultural, en virtud de lo dispuesto en la disposición adicional segunda de la Ley 3/1999, de 10 de marzo, del Patrimonio Cultural Aragonés. Este listado fue publicado en el Boletín Oficial de Aragón del día 22 de mayo de 2006.